# Garde impériale (Zweites Kaiserreich)
Die Garde impériale von Napoleon III. war das Elitekorps der Streitkräfte des französischen Zweiten Kaiserreichs. Sie wurde 1854 errichtet und ging nach der Herrschaft Napoleons unter. Sie wurde am 28. Oktober 1870, dem Tag nach der Kapitulation von Metz aufgelöst.

## Truppenteile

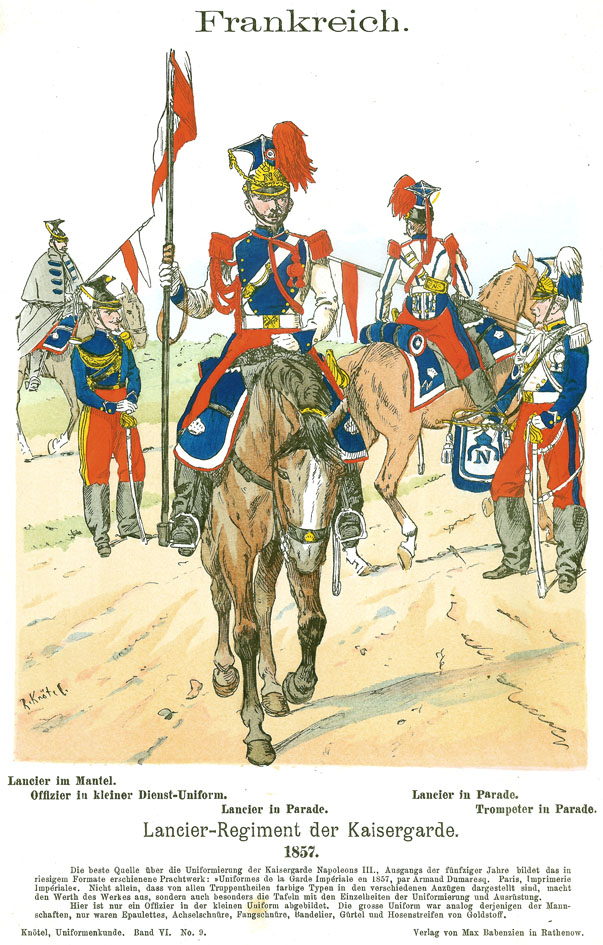
Lanciers (Ulanen) der Garde 1857 (Farbtafel von Richard Knötel)

Gemäß dem kaiserlichen Dekret vom 1. Mai 1854 setzte sich die Garde wie folgt zusammen:
- zwei Regimenter Grenadiere
- zwei Regimenter Voltigeure
- ein Bataillon Jäger zu Fuß
- ein Regiment Kürassiere
- ein Régiment de guides de la Garde impériale
- ein Regiment Gendarmerie
- ein Regiment Reitende Artillerie
- eine Kompanie Pioniere

Aufgrund des Dekrets vom 17. Februar 1855 traten hinzu:
- ein Regiment Zouaven
- eine Kompanie Train
- ein Regiment Artillerie zu Fuß

Im Dezember des gleichen Jahres wurden zusätzlich aufgestellt:
- ein Regiment Grenadiere
- zwei Regimenter Voltigeure
- ein Regiment Dragoner
- ein Regiment Ulanen
- ein Regiment Kürassiere
- ein Regiment Jäger zu Pferde

1865 wurden die Carabiniers der Linienkavallerie zu einem Garderegiment.
Die Schwadron der Cent-Gardes waren eine rein zeremonielle Hofgarde und zählten nicht zur Garde impériale.

## Einsätze

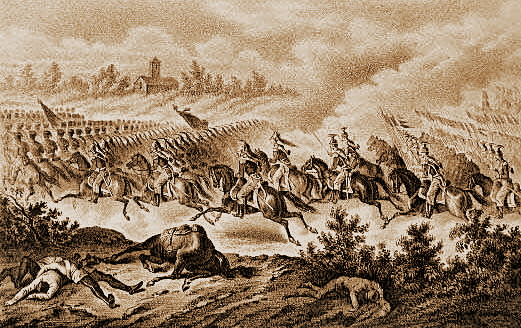
Gardekavallerie bei Solferino 1859

Die Garde kämpfte im Krimkrieg bei der Belagerung von Sewastopol und Fort Malakow sowie im Sardinischen Krieg bei Magenta und Solferino. Im Deutsch-Französischen Krieg von 1870/71 musste sie unter Charles Denis Bourbaki in den Schlachten von Mars-la-Tour und Saint-Privat schwere Verluste hinnehmen. Nach Ausrufung der Dritten Republik wurde sie bei der Reorganisation des Heeres zu Beginn des Jahres 1871 nicht mehr aufgestellt. Reste ihrer Feldtruppen und die Depotformationen wurden in Linienregimenter umgewandelt, wovon sich einige noch bei der Belagerung von Paris auszeichneten.

## Uniformen
Die Uniformierung orientierte sich bewusst an der Kaisergarde von Napoleon I., und zwar so sehr, dass man anfänglich bei einigen Truppenteilen sogar wieder langschössige, frackartige Uniformröcke trug, obwohl man im französischen Heer schon 1845 allgemein den Waffenrock eingeführt hatte. Nach dem Krimkrieg wurden modernere Uniformen eingeführt, wenn man auch die charakteristischen Fellmützen der Grenadiere, Guiden und Jäger zu Pferd beibehielt.